# Gallon
 (mai 2016).
Si vous disposez d'ouvrages ou d'articles de référence ou si vous connaissez des sites web de qualité traitant du thème abordé ici, merci de compléter l'article en donnant les références utiles à sa vérifiabilité et en les liant à la section « Notes et références ».
Pour les articles homonymes, voir Gal et Gallon (homonymie).

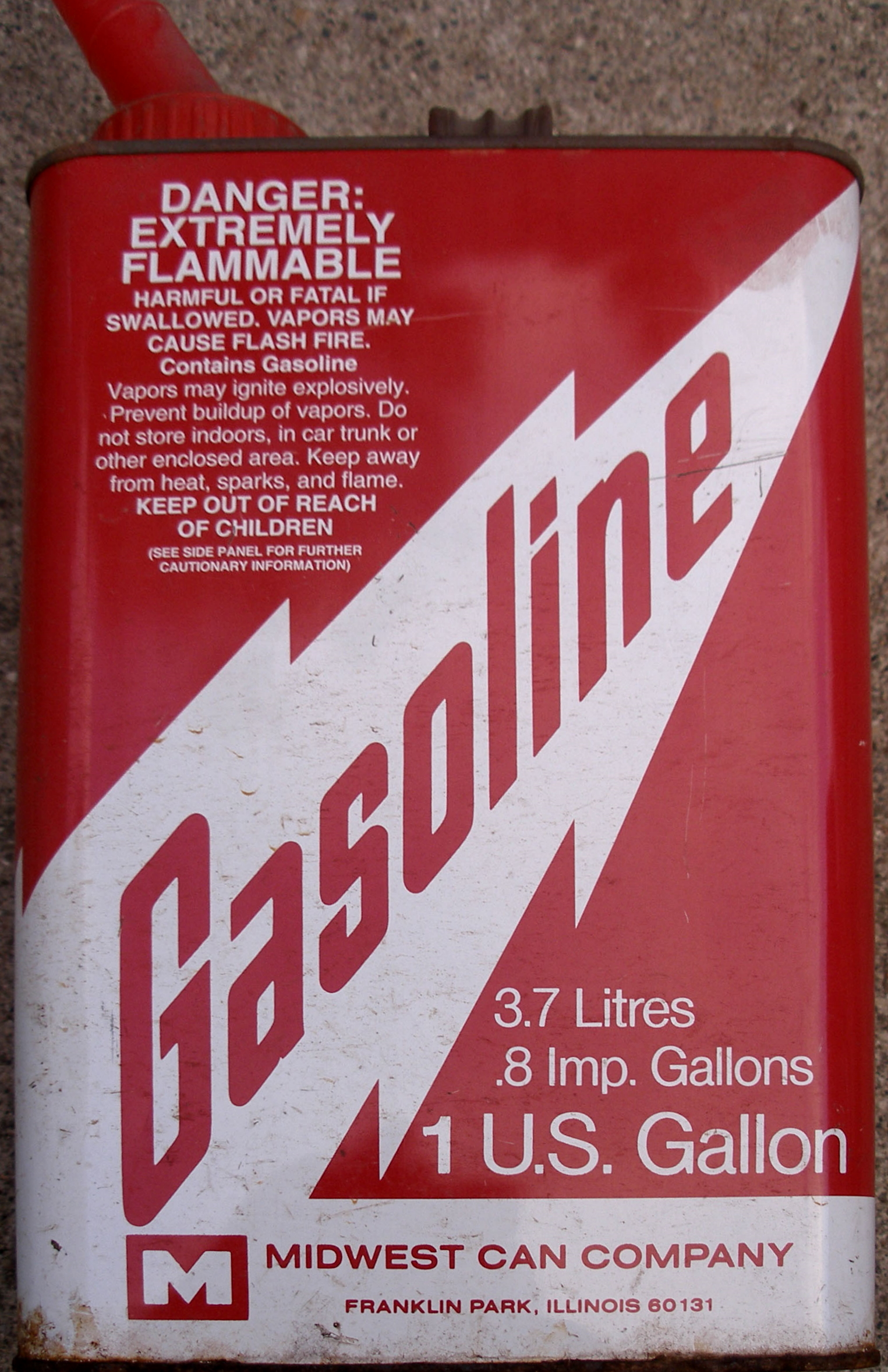
Un gallon US, soit 0.8 gal Imp ou 3.785 litres.

Unités d'essence utilisées dans le monde :
Litre
Gallon US
Gallon impérial
Aucune donnée

Le gallon (symbole : gal) est une unité de volume anglo-saxonne, utilisée pour mesurer les liquides, et ne faisant pas partie du Système international d'unités.
- Le gallon impérial (symbole gal GB ou gal Imp) est défini comme valant exactement 4,546 09 litres (correspondant au volume représenté par environ 10 livres d'eau ou 4,5359237 kg à 62 degrés Fahrenheit ou 16.67 °C) ; il est divisé en 160 onces liquides du système impérial d'unités.
- Le gallon US (symbole gal US) est défini comme mesurant 231 pouces cubes du système américain d'unités, exactement 3,785 411 784 litres ; il est divisé en 128 onces liquides US.
- Le gallon US dry est défini comme 1/8 de boisseau sec ras US (ce dernier est défini comme valant 2 150,42 pouces cubes), soit exactement 4,404 883 770 86 litres.

## Historique
Avant le XIXe siècle, le volume du gallon dépendait de ce qui était mesuré et du pays où la mesure était faite. Au XIXe siècle, deux définitions étaient d'usage commun :
- le gallon de vin, dont la valeur était de 231 pouces cubes.
- le gallon de bière de 282 pouces cubes.

En 1824, la Grande-Bretagne adopta une mesure proche du gallon de bière, et cette mesure devint le gallon impérial. Le gallon impérial fut d'abord (en 1878) basé sur le volume de 10 livres d'eau distillée, pesée à la pression de 30 pouces de mercure et à une température de 62 °F (ce qui donne environ 277,419 45 pouces cubes).
La définition devint métrique en 1963[réf. nécessaire].
Pendant ce temps, les États-Unis avaient déjà standardisé leur mesure sur le gallon de vin (« Queen Anne's gallon »). Le gallon fut alors défini comme le volume d'un cylindre de 6 pouces de long par 7 pouces de diamètre, ou 230,907 pouces cubes. De nos jours, le gallon américain est défini comme valant exactement 231 pouces cubes.
Le gallon impérial est supérieur d'environ un cinquième au gallon américain.
Si le gallon impérial et le gallon américain valent 8 pintes ,la pintes US se divise en 16 onces liquides US, alors que la pinte impériale vaut 20 onces liquides impériales ; ainsi :
- une once liquide US vaut environ 1,805 8 pouces cubes.
- une once liquide impériale vaut environ 1,733 9 pouces cubes.

Une once liquide US constitue un volume plus grand que l'once impériale, alors que le gallon américain est plus petit que le gallon impérial.